# Lords Appellant

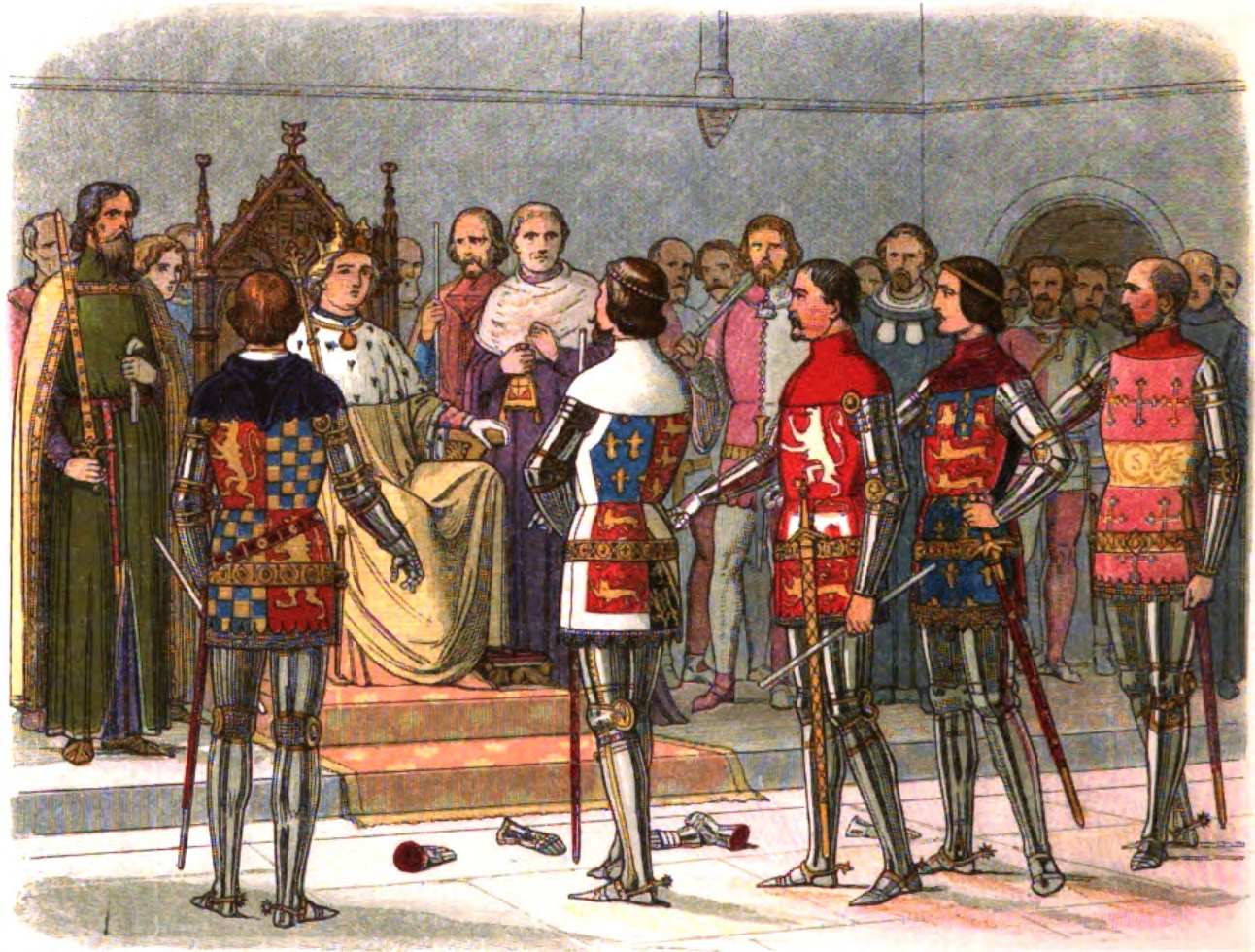
De graaf van Arundel, de hertog van Gloucester, de graaf van Nottingham, de graaf van Derby en de graaf van Warwick verschijnen voor koning Richard II en eisen met hun wapens de rechtmatigheid van hun opstand aan te tonen (illustratie uit A Chronicle of England, 1864).

De Lords Appellant was een groep van edelen tijdens de regering van koning Richard II, die in 1388 een vijftal favorieten van de koning zochten in staat van beschuldiging te stellen teneinde aan banden te leggen wat werd beschouwd als een tiranniek en wispelturig bewind. Het woord "appellant" is 'appellerend', verwant met het Nederlandse woord appel voor hoger beroep. Het is de oudere (Normandisch)- Franse vorm van het onvoltooid deelwoord van het werkwoord appeler, het equivalent van het Engelse 'to appeal' of het Nederlands 'appelleren' ("in hoger beroep gaan"). De groep werd de Lords Appellant genoemd omdat haar leden zich op een wettelijke procedure beriepen om over te gaan tot de vervolging van de onpopulaire favorieten van de koning, dewelke bekend stond als 'an appeal': de favorieten van de koning werden in beschuldiging gesteld in een document dat een appeal of treason werd genoemd, een aan het burgerlijk recht ontleend middel dat tot enige procedurele complicaties zou leiden.

## Leden
Er waren oorspronkelijk slechts drie Lords Appellant: Thomas van Woodstock, hertog van Gloucester, zoon van Eduard III en dus oom van de koning, Richard FitzAlan, 11e graaf van Arundel, en Thomas de Beauchamp, 12e graaf van Warwick. Bij dezen sloten zich later ook Hendrik Bolingbroke, graaf van Derby (de latere koning Hendrik IV) en Thomas de Mowbray, graaf van Nottingham, aan.

## Succes
De Lords Appellant wisten hun doelen te bereiken: eerst door de oprichting van een commissie, om vanaf 19 november 1386 Engeland een jaar lang te besturen. In 1387 begonnen de Lords Appellant vervolgens een gewapende opstand tegen koning Richard II en versloegen een leger onder leiding van Robert de Vere, graaf van Oxford, in de schermutseling bij Radcot Bridge, buiten Oxford. Ze behielden weliswaar Richard II als koning, maar met nog maar weinig echte macht.
Ze namen nu wraak op de favorieten van de koning in het zogenaamde "Merciless Parliament" (1388). Robert de Vere, in naam gouverneur van Ierland, en Richards Lord Chancellor, Michael de la Pole, 1e graaf van Suffolk, die naar het buitenland waren gevlucht, werden bij verstek ter dood veroordeeld. Alle wereldlijke goederen van de aartsbisschop van York, Alexander Neville, werden geconfisqueerd. De Lord Chief Justice, Sir Robert Tresilian, werd geëxecuteerd, alsook Sir Nicholas Brembre, Lord Mayor of London, John Beauchamp van Holt, Sir James Berners en Sir John Salisbury. Sir Simon Burley werd schuldig bevonden aan het overmatig invloed uitoefenen op de koning en ter dood veroordeeld. De graaf van Derby en die van Nottingham trachten samen met Edmund van Langley, hertog van York, nog voor hem respijt te winnen, maar hij werd op 5 mei geëxecuteerd.

## Nasleep
In november 1389 keerde Richards oom, Jan van Gent, tevens vader van de graaf van Derby, terug uit Spanje en met diens steun was Richard tot in 1397 in staat zijn macht langzamerhand terug op te bouwen: hij verklaarde eerst zichzelf meerderjarig (hij was toen 21) en zou uiteindelijk in 1397 de drie voornaamste Lords Appellant laten veroordelen. Richard werd in 1399 echter afgezet door Hendrik van Bolingbroke, zoon van Jan van Gent en voormalige Lord appallent, en dit ten dele als een gevolg van de koninklijke confiscatie van de nalatenschap van Jan van Gent na diens dood (zijn zoon Hendrik was in die tijd verbannen). Bolingbroke volgde Richard II op als Hendrik IV.
Richard zou de Lords Appellant hun machtsgreep nooit vergeven. Zijn oom, de hertog van Gloucester, werd in gevangenschap vermoord in Calais: het werd (en wordt nog steeds) algemeen aanvaard dat hij op bevel van Richard werd vermoord. De graaf van Arundel werd onthoofd. De graaf van Warwick werd zijn titel en gebieden ontnomen en opgesloten op het eiland Man totdat Richard II in 1399 door Hendrik Bolingbroke van de troon werd gestoten. Het gedrag van de twee jongste Lords Appellant, de graven van Bolingbroke en Mowbray, beïnvloedde waarschijnlijk Richards beslissing om in 1398 hen beiden te verbannen en nadien de toestemming terug in te trekken die hij hen had gegeven met betrekking tot enige erfenissen die hen zouden toevallen, met name de erfenis van zijn grootmoeder voor Mowbray en, belangrijker, de nalatenschap van Jan van Gent, voor Hendrik Bolingbroke.